# 鳥飼一俊
鳥飼 一俊（とりかい かずとし、1947年1月10日 - ）は、日本の実業家。熊谷組社長・会長を歴任。
1947年1月、福岡県生まれ。1965年3月福岡県立修猷館高等学校卒業、1969年3月九州大学工学部土木工学科卒業。1969年4月熊谷組入社。2000年6月、同社取締役管理本部長。2000年9月、同社取締役副社長。2000年12月、同社代表取締役社長。2005年4月、同社代表取締役会長。2006年4月、同社顧問。